# Namoluk
Namoluk is een eiland en gemeente in Micronesia, behorend tot de deelstaat Chuuk.
De naam namoluk betekent lagune in het midden. De atol heeft een driehoekige vorm met een lengte van 4,3 km voor de korte zijden en 6 km voor de lange zijde. De lagune heeft een diepte van maximaal 77 meter en heeft een oppervlak van 7,5 km2.
De atol bestaat uit drie kleine eilandjes op de hoeken van de denkbeeldige driehoek:
- Namoluk (31ha)
- Toinom (21ha)
- Amas (28 ha)

## Bevolking
Voordat de Europese kolonisten in Micronesia aankwamen was Namoluk al bewoond. De eilandbewoners hadden bondgenootschappen met naburige eilanden, en waren in oorlog met andere eilanden in de omgeving. De bevolking voedde zich voornamelijk met fruit en vis.
Het oudste gedocumenteerde contact met de Westerse wereld stamt uit 1827, toen het walvisschip Henry van Richard Macy de atol aandeed.
Dublon · Eot · Ettal · Fala-Beguets · Fananu · Fefan · Kutu · Losap · Lukunor · Magur· Moch · Murilo · Nama · Namoluk · Nomwin · Onari· Oneop · Ono · Param · Pis-Losap · Pisaras · Pulap · Pulusuk · Puluwat · Romanum · Ruo · Satawan · Ta · Tamatam · Tol · Tsis · Udot · Ulul · Uman · Weno